# Silla (Mustjala)
Silla – wieś w Estonii, w prowincji Sarema, w gminie Mustjala.